# Пещерные кузнечики
Пещерные кузнечики, или пещерники, или рафидофориды (лат. Rhaphidophoridae)— семейство насекомых из отряда прямокрылых. В Австралии, Новой Зеландии и Тасмании их обычно называют вета (weta). Единственное семейство в составе надсемейства Rhaphidophoroidea Brunner von Wattenwyl, 1888. Более 500 видов.

## Распространение
Встречаются в Австралии, Азии, Европе, Северной и Южной Америке. Один вид найден в Африке (ЮАР). На Дальнем Востоке России 2 рода и 3 вида.

## Описание
Среднего размера кузнечики с длинными ногами и усиками. Крылья отсутствуют. Ведут ночной или сумеречный образ жизни. Большинство из них встречается в лесах или в пещерах, норах животных, в подвалах и оранжереях, старых шахтах. Однако, они также обитают и в других прохладных и влажных средах, таких как гнилые бревна, пни и полые деревья, а также под влажными листьями, камнями, досками и бревнами.

## Систематика
Включает около 550 видов и 80 родов. Выделяют около 10 подсемейств.
- Подсемейство Aemodogryllinae — Азия (Корея, Индокитай, Россия, Китай)
  - Diestrammena (Diestrammena asynamora)
  - Eutachycines
  - Microtachycines
  - Paradiestrammena
  - Paratachycines
  - Adiestramima Gorochov, 1998
  - Diestramima Storozhenko, 1990
  - Gigantettix Gorochov, 1998
  - Megadiestramima Storozhenko & Gorochov, 1992
  - Tamdaotettix Gorochov, 1998
  - Atachycines Furukawa, 1933
  - Neotachycines Sugimoto & Ichikawa, 2003
- Подсемейство Ceuthophilinae — (англ. cave crickets, camel crickets & sand treaders): США
  - Ammobaenetes Hubbell, 1936
  - Ceuthophilus Scudder, 1863
  - Daihinia Haldeman, 1850
  - Daihinibaenetes Tinkham, 1962
  - Daihiniella Hubbell, 1936
  - Daihiniodes Hebard, 1929
  - Farallonophilus Rentz, 1972
  - Macrobaenetes Tinkham, 1962
  - Phrixocnemis Scudder, 1894
  - Pristoceuthophilus Rehn, 1903
  - Rhachocnemis Caudell, 1916
  - Salishella Hebard, 1939
  - Styracosceles Hubbell, 1936
  - Typhloceuthophilus Hubbell, 1940
  - Udeopsylla Scudder, 1863
  - Utabaenetes Tinkham, 1970

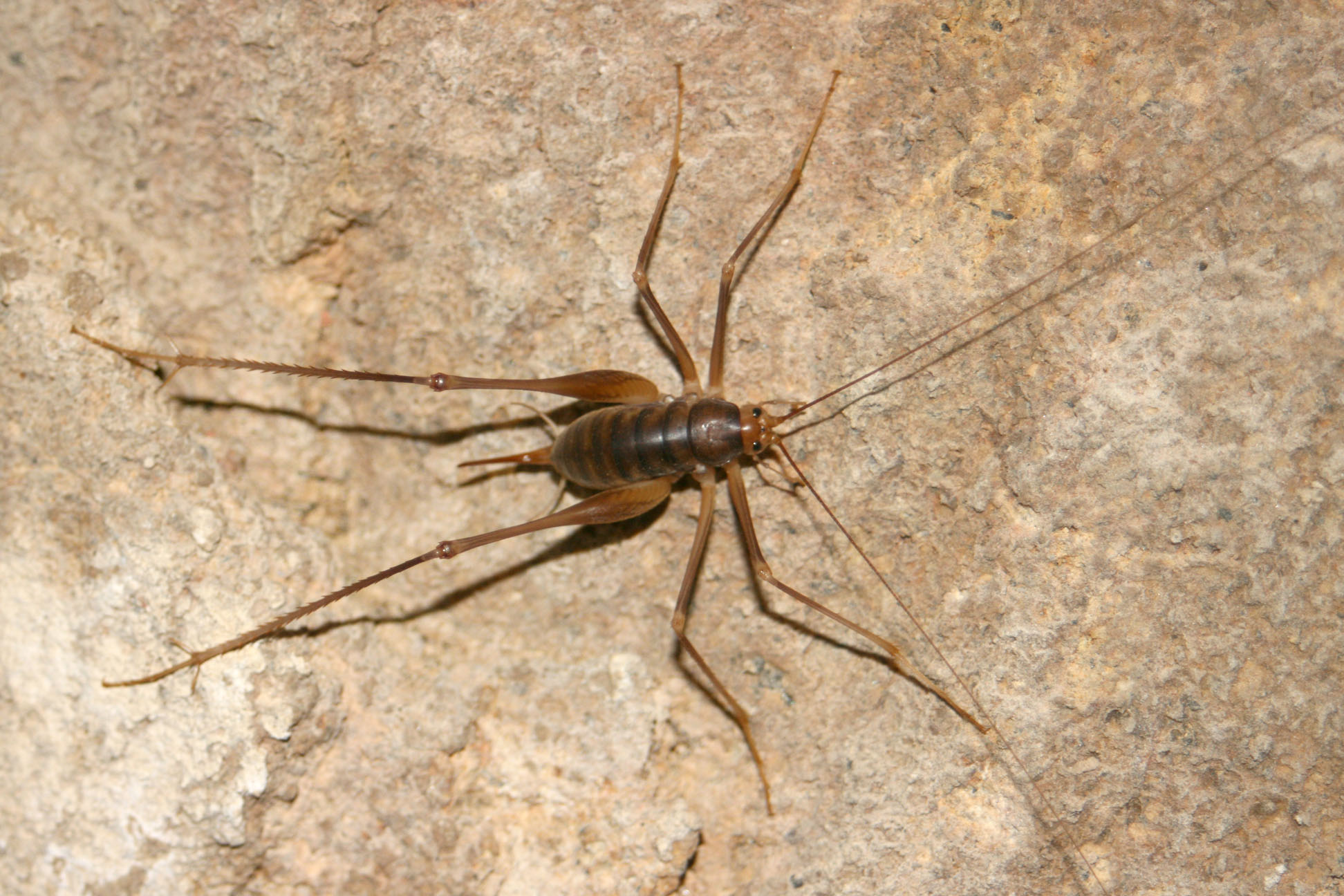
Самка Dolichopoda schiavazzii

- Подсемейство Dolichopodainae — (англ. cave crickets): Страны Средиземноморья
  - Dolichopoda
- Подсемейство Hadenoecinae — (англ. cave crickets): США
  - Euhadenoecus Архивная копия от 25 июля 2011 на Wayback Machine Hubbell, 1978
  - Hadenoecus Scudder, 1863
- Подсемейство Macropathinae — (пещерные уэта): Австралия, Чили, Новая Зеландия
  - Crux
  - Dendroplectron
  - Gymnoplectron
  - Insulanoplectron
  - Ischyroplectron
  - Isoplectron
  - Macropathus
  - Neonetus
  - Novoplectron
  - Occultastella
  - Pachyrhamma Brunner von Wattenwyl, 1888
  - Pallidoplectron
  - Paraneonetus
  - Petrotettix
  - Pharmacus
  - Pleioplectron
  - Setascutum
  - Talitropsis
  - Turbottoplectron
  - Weta
- Подсемейство † Protroglophilinae
  - † Protroglophilus
- Подсемейство Rhaphidophorinae — (англ. camel crickets): США
  - Gammarotettix Brunner, 1888
  - Minirhaphidophora Gorochov, 2002
  - Rhaphidophora Serville, 1838
  - Stonychophora Karny, 1934
- Подсемейство Troglophilinae — (англ. cave crickets): Страны Средиземноморья
  - Troglophilus
- Подсемейство Tropidischiinae — (англ. camel crickets): Канада
  - Tropidischia Scudder, 1869